# Le Dernier des Justes
Le Dernier des Justes est un roman d'André Schwarz-Bart publié le 1er juillet 1959 aux éditions du Seuil et ayant obtenu le Prix Goncourt la même année. 
Dans son roman, André Schwarz-Bart imagine l'histoire de la famille Lévy qui a reçu héréditairement l’étrange privilège de susciter à chaque génération un tsadik, c'est-à-dire un Juste faisant partie des Lamed Vav (Lamed-waf en yiddish). La saga tragique de cette famille victime de l'antisémitisme européen commence au Moyen Âge au temps des croisades et s'achève au XXe siècle qui constitue la part la plus importante du livre avec les pogroms russes et surtout la Shoah, le « dernier des Justes » disparaissant dans les camps d'extermination nazis.
Le roman paraît à une époque où la question de la Shoah semble occuper une place secondaire dans le débat d'idée. Le roman devient rapidement un succès littéraire national et international tout en suscitant une grande polémique dans de très nombreux articles de presse avant l'obtention du Prix Goncourt en décembre 1959. Le Dernier des Justes  a ainsi une place particulière dans la littérature de la Shoah.

## Genèse
En décembre 1956, André Schwarz-Bart, ancien résistant et enfant de déportés, fait paraître des extraits d'un roman intitulé  La Biographie d'Ernie Lévy dans La revue du FSJU. Le thème abordé est celui d'une partie du peuple juif persécuté qui refuse d'utiliser la violence pour se défendre. Il écrit en guise d'avertissement  : « ... Je n’ai pas cherché (mon) héros parmi les révoltés du ghetto de Varsovie, ni parmi les résistants qui furent, eux aussi, la terrible exception. Je l’ai préféré désarmé de cœur, se gardant naïf devant le mal, et tel que furent nos lointains ascendants. Ce type de héros n’est pas spectaculaire. On le conteste volontiers aujourd’hui au nom d’une humanité plus martiale... On voudrait que mille ans d’histoire juive ne soit que la chronique dérisoire des victimes et de leurs bourreaux... je désire montrer un Juif de la vieille race, désarmé et sans haine, et qui pourtant soit homme, véritablement, selon une tradition aujourd’hui presque éteinte ». André Schwarz-Bart travaille encore longtemps son texte et ne l'apporte à un éditeur qu'à sa cinquième version. Il est alors publié au Seuil à l’automne 1959 sous le titre Le Dernier des Justes.
Pour écrire son roman, André Schwarz-Bart a réuni une documentation solide. Il a dépouillé le fonds juif de la bibliothèque Sainte-Geneviève et d'autres bibliothèques à Paris. Il cite à la fin de son livre, les principaux ouvrages auxquels il s'est référé : Le Bréviaire de la haine de Léon Poliakov, Du Christ aux Juifs de cour du même auteur, Écrits des condamnés à mort de Michel Borwicz, L'Univers concentrationnaire de David Rousset, De Drancy à Auschwitz de Georges Wellers, Tragédie de la déportation d'Olga Wormser. André Schwarz-Bart utilise une légende talmudique : il existe, à chaque génération, trente-six Justes, Lamed-vav en hébreu, qui permettent au monde de subsister. Schwarz-Bart imagine que les Lévy ont reçu héréditairement l’étrange privilège de susciter à chaque génération l’un de ces Lamed-vav.
L'historien et philosophe juif Gershom Scholem note dans son analyse du livre : « La publication du roman de André Schwartz-Bart, Le Dernier des Justes, qui par son thème et son développement a créé un engouement chez tellement de lecteurs, a attiré l'attention sur la légende folklorique juive qui forme la base du livre. Cette légende, très répandue dans le folklore juif, parle de trente-six Tzadikim, ou hommes justes, sur qui - bien qu'ils soient inconnus ou cachés - le sort du monde réside. L'auteur du roman donne à cette tradition un angle des plus imaginatifs. Selon certains talmudistes, dit-il, elle remonte aux temps anciens. En tant que romancier Schwartz-Bart n'est pas lié aux conventions académiques et peut donner libre cours à sa fantaisie spéculative.».

## Résumé
Dès la première phrase, « Nos yeux reçoivent la lumière d’étoiles mortes », le lecteur sait qu'il va suivre une histoire d'un monde disparu. Chaque épisode de la saga familiale vient de l’histoire juive. Chaque histoire individuelle est emblématique de l'histoire collective.

### Les ancêtres d'Ernie Levy
Schwarz-Bart fait débuter son livre par le massacre des juifs de York le 16 mars 1190. Il imagine l'histoire de la famille Lévy qui a reçu héréditairement l’étrange privilège de susciter à chaque génération un tsadik, c'est-à-dire un Juste faisant partie des Lamed Vav (Lamed-waf en yiddish). Le premier de ces Lamed Vav est Yom Tov Lévy de York, mort en martyr le 11 mars 1185 lors dans un kiddoush hashem, un suicide collectif suscité par les persécutions d'un évêque anglais. Schwarz-Bart raconte ensuite rapidement la mort tragique de tous les Justes de chaque génération, jusqu'à Haïm Levy. Celui est le premier à mourir dans son lit à Zémyock, petit village polonais et à laisser de nombreux garçons. Le roman s'attarde ensuite sur un de ses descendants, Mardochée, le colporteur, grand-père d'Ernie et sur Benjamin, l'aîné de ses fils mais le plus fragile et le plus mal aimé par son père. C'est alors que le village apprend que les Juifs allemands et français ont pris l'uniforme pour se combattre dans la Première Guerre mondiale. Le juste de Zémyock a alors ses paroles : « Nos malheureux frères sont devenus français, allemands, turcs et chinois peut-être, s'imaginant que cessant d'être juifs ils en finiraient avec la souffrance ». La révolution russe entraine une nouvelle vague d'antisémitisme. les Juifs de Zémyock sont massacrés lors d'un pogrom. Les trois frères de Benjamin Levy y trouvent la mort. Benjamin quitte alors la Pologne et s'installe en Allemagne à Stillenstadt (la ville du silence) en Rhénanie où ses parents le rejoignent. Il épouse Léa Blumenthal, une frêle juive allemande qui lui donne trois fils Moritz, Ernie et Jacob, et d'autres enfants dont on connait l'existence mais pas le nom (voir entre autres page 300 et 304). La famille est écartelée entre les traditions juives et le modernisme allemand. L'arrivée d'Hitler au pouvoir déclenche des réactions antisémites de la part des habitants de la paisible ville. Le lecteur suit le régime de terreur auquel sont soumis les pauvres Juifs de Stillenstadt. La vie en Allemagne des Levy est particulièrement détaillée. La famille Levy quitte l'Allemagne le lendemain de la Nuit de Cristal. Le 12 novembre 1938. Elle trouve refuge en France dans la banlieue parisienne. Quand la guerre commence, ils sont suspectés d'être des traitres en tant qu'Allemands. Après avoir été emprisonnés à Gurs en mai 1940, les Levy sont finalement livrés aux Allemands.

### Ernie Levy, le dernier des Justes
Ernie Lévy est aussi frêle et petit que son père. C'est un enfant rêveur sensible à l'enseignement traditionnel de son grand-père mais en même temps excellent élève et la tête pleine de romans d'aventures. Un jour où les nazis menacent de s'en prendre aux fidèles dans la cour de la synagogue, le petit Ernie s'interpose et évite aux Juifs le passage à tabac. Pour son grand-père Mardochée, c'est la révélation. Ernie est un Lamed-waf, un Juste. Il lit alors à son petit-fils l'histoire du martyr des Levy depuis le Moyen Âge. L'enfant est à son tour convaincu. Mais la manière maladroite et insistante avec laquelle il joue son rôle de Juste, dès le lendemain, ne lui attire que des ennuis. Comme tous les petits juifs de son école, Ernie est en butte au harcèlement et aux humiliations des garçons aryens dans la cour. Lorsque Monsieur Krémer, le vieil instituteur qui les protégeait est renvoyé, il est remplacé par un nazi de Berlin qui harcèle et humilie sans arrêt les quatre Juifs de la classe d'Ernie. Ernie tente de se suicider. Il est sauvé in extrémis par son grand-père. Après deux ans d'hospitalisation, c'est un jeune homme dur et prêt à en découdre avec les nazis que le lecteur découvre.
En France, au début de la guerre, Ernie s'engage dans l'armée pour éviter l'internement à sa famille. Peine perdue, les Levy sont tous internés à Gurs en mai 1940. Après l'écroulement de l'armée française, il se réfugie à Marseille. Il est décidé à vivre comme un chien, c'est-à-dire à profiter de la vie sans aucune référence à la judéité et à sa spiritualité. Il s'installe dans une exploitation agricole. Il devient l'amant de la propriétaire de la ferme dont le mari est prisonnier en Allemagne. Mais un jour, le forgeron du village lui raconte qu'il a vu, lors d'un séjour à Drancy, des cars entiers de Juifs affluer dans le camp de cette ville: " Ils avaient tous des yeux comme je n'en avais jamais vu et comme j'espère, j'en verrai jamais plus de cette vie. Et quand je t'ai vu pour la première fois (...) J'ai tout de suite reconnu tes yeux. Tu comprends? " Bouleversé, Ernie comprend qu'il ne peut échapper à son identité juive. Dans son désespoir, il recommence à s'ouvrir  à "la lumière d'autrefois". 
Déporté à Drancy puis à Auschwitz, il disparaît dans un four crématoire après avoir raconté des histoires consolantes aux enfants dans le wagon plombé. 
La dernière page du roman se finit sur un étonnant kaddish : « Ainsi donc, cette histoire ne s’achèvera pas sur quelque tombe à visiter en souvenir. Car la fumée qui sort des crématoires obéit tout comme une autre aux lois physiques : les particules s’assemblent et se dispersent au vent, qui les pousse. Le seul pèlerinage serait, estimable lecteur, de regarder parfois un ciel d’orage avec mélancolie.
Et loué. Auschwitz. Soit. Majdanek. L’Éternel. Treblinka. Et loué. Buchenwald. Soit. Mauthausen. L’Éternel. Belzec. Et loué. Sobibor. Soit. Chełmno. L’Éternel. Ponary. Et loué. Theresienstadt. Soit. Varsovie. L'Éternel. Vilno. Et loué. Skaryzko. Soit. Bergen-Belsen. L’Éternel. Janow. Et loué. Dora. Soit. Neuengamme. L’Éternel. Pustkow. Et loué… »

## Analyse
Schwarz-Bart postule dans ce roman que l'extermination des Juifs à Auschwitz est le résultat de très nombreux siècles d'antisémitisme en Occident remontant jusqu'aux croisades et ayant à de nombreuses reprises entraîné des discriminations et violences contre cette communauté  : les textes chrétiens qualifiant dès l'origine les Juifs de peuple déicide. Il émet l'hypothèse que le peuple Juif a développé en réaction à sa souffrance une valeur mystique et rédemptrice, n'empêchant toutefois pas un doute croissant en son sein. À travers les jeux des enfants de Stillenstadt, il montre l'importance de l'anti-judaïsme chrétien dans le développement de l'antisémitisme hitlérien. Ce faisant, l'auteur s'appuie sur les historiens Jules Isaac et Léon Poliakov. Le premier insiste sur les origines chrétiennes de l'antisémitisme.
Le roman se présente de manière originale comme la saga d'une famille juive, les écrivains juifs ne s'étaient guère préoccupés de brosser une fresque de l’histoire juive dans son ensemble. Ce roman alterne des portraits de personnages, qui ensemble avec les séquences descriptives, font mesurer la persistance d'un climat antisémite en Europe. Il se concentre principalement sur le destin des Levy après leur arrivée en Allemagne au début des années 1920 et fait d'Ernie Levy, un enfant touchant et maladroit, le héros du récit. D'un style lyrique et parfois ironique, le roman se place dans la tradition de la littérature yiddish. Schwarz-Bart se situe également dans l'héritage des chroniques médiévales, du roman historique, et des satires voltairiennes. Philippe Mesnard qui a étudié les différents types d'écriture pour décrire l'expérience concentrationnaire décrit l'écriture  de Schwarz-Bart comme « transcendante », c'est-à-dire comme transposant la réalité sur une scène symbolique. 

## Réception
Le livre reçoit un certain nombre de critiques enthousiastes. Elie Wiesel parle d'un livre majeur. Françoise Giroud écrit dans L'Express : « Le Dernier des Justes n'est pas un monument de la littérature. C'est une épée que l'on enfonce doucement dans le ventre ». Arnold Mandel quant à lui proclame :  « C'est un livre marquant dans les annales de la production romanesque, et plus particulièrement dans le si friable domaine de la littérature juive française. Schwarz-Bart ne se contente pas d'avoir du "talent". Il a profondément le sens du tragique éternel et actuel du destin juif... (Son livre) est une chronique et un midrash de la geste d'Israël aux calendes de Drancy, et encore une eschatologie, une annonciation de ce qui vient de se produire, et que les gens ne
comprennent pas en sorte qu'il est besoin de prophètes-poètes ». Mandel note cependant une connaissance imparfaite du « domaine juif ». Le journal Combat, dans son édition du 13 août 1959 parle d'un livre « émouvant, où court un souffle épique » qui place son auteur « au premier rang de l'actualité littéraire » et en fait « une sorte de messager du peuple juif ». Ces appréciations élogieuses de la presse semblent effrayer un peu Schwarz-Bart.
Dans Le Monde des Livres du 23 janvier 1987, Edgar Reichmann faisait le bilan de l'importance du Dernier des Justes dans la littérature française du XXe siècle : « En 1959, la publication du Dernier des Justes, écrit par un certain André Schwarz-Bart, fait l'effet d'une bombe à retardement, réveille les consciences et ressuscite la vocation messianique du roman. (C'est l'un) des rares livres couronnés par le prix Goncourt qui aient modifié la vision de millions de lecteurs... texte destiné à marquer des générations. ... André Schwarz-Bart (est) l'écrivain qui a su si bien transposer en français la souffrance juive en lui donnant les dimensions
d'un mythe fondateur... écrivain tout court qui a définitivement ancré la Shoah dans la mythologie du second millénaire. »
Le Dernier des Justes apparaît comme un livre important de la mémoire juive de la Shoah. Le livre remporte un immédiat succès commercial, bien qu'il soit le premier roman de son auteur. Invité à l'émission littéraire télévisée Lectures pour tous le 1er octobre 1959, André Schwarz-Bart déclare qu'il n'est pas le porte-parole du peuple juif et que son roman constitue un « petit caillou blanc » déposé sur une tombe : « On me demande de faire des discours sur cette tombe, je ne le puis ». Après l'émission télévisée, le livre est vendu à 45 000 exemplaires. Le Prix Goncourt anticipe la proclamation de ses résultats pour consacrer le premier le roman. Après la remise du Goncourt les tirages atteignent 220 000 exemplaires et les droits de traduction sont vendus dans de nombreux pays. En 1961, la traduction américaine est vendue à 550 000 exemplaires.
Après le Goncourt, l'historien Jules Isaac rend hommage au livre le 15 décembre dans un discours prononcé à la Sorbonne : « Mais non, je ne suis pas seul. Il y a derrière moi, présence invisible, une foule immense : les milliers et milliers de victimes innocentes, sacrifiées de génération en génération, celles-là mêmes que vient d'évoquer dans sa première œuvre, si forte, si bouleversante, un jeune écrivain juif dont le nom est maintenant sur toutes les lèvres. Grâces vous soient rendues, André Schwarz-Bart! Quel puissant renfort vous m'apportez! ». Marc Chagall se propose pour illustrer le roman et Jules Dassin en acquiert les droits d'adaptation au cinéma. Le livre devient l'objet d'une thèse de doctorat en 1976, d'un livre en 1986, et de divers travaux universitaires,,,.
Le roman est par la suite souvent utilisé pour nourrir ce qui s'appellera le « devoir de mémoire ». Ainsi, l'Institut pédagogique national français utilise un extrait du roman pour un numéro de Textes et documents destiné à la Journée nationale de la déportation en novembre 1960. Le Dernier des Justes est considéré alors comme une œuvre de référence au même titre que Le Journal d'Anne Frank publié en 1950. Il influencera également l'écriture du roman de Daniel Mendelsohn, Les Disparus. Le mémorial de Yad Vashem choisit, pour clore son circuit sur les camps de concentration, le kaddish qui termine Le Dernier des Justes. Ce kaddish est aujourd'hui inscrit en lettres géantes sur un mur du nouveau musée inauguré en 2005. Plus récemment, le psychanalyste Gérard Huber affirme : « Lorsque le Goncourt est décerné au Dernier des Justes, ce qui est en jeu, c’est l’identification à l'exterminé.

## Polémiques autour du livre
Le livre suscite cependant une véritable polémique. Dans Arts, un hebdomadaire proche de la droite, André Parinaud, le directeur du journal, sous-entend que l'œuvre est une escroquerie en mentionnant d'autres œuvres falsifiées qui ont obtenu des prix et le succès. Il affirme que « Le dernier des justes fourmille d'erreurs concernant le judaïsme et l'histoire ». Il dénonce un contre-sens sur la signification de la souffrance juive : « On n'est pas "lamekvov "de père en fils, comme dans le récit. L'élu peut être obscur, humble anonyme, mais pas nécessairement souffrant. Son rôle n'est pas celui de bouc émissaire, mais de strict pratiquant de la justice ». D'autres erreurs concernant le judaïsme font l'objet d'attaques dans la presse de l'époque. André Schwarz-Bart n'est plus alors considéré comme un témoin de la Shoah mais comme « un débutant maladroit » connaissant mal les textes bibliques et l'histoire les mêlant à des légendes ou à la fiction. Dans la seconde édition du livre, il corrigera les erreurs historiques du roman.
Le journal France-Observateur du 29 octobre 1959 interroge Schwarz-Bart sur des rumeurs de plagiat. Celui-ci reconnaît s'être documenté et avoir pris des milliers de notes. Il explique que n'ayant pas été lui-même déporté, il a dû s'appuyer sur les récits d'authentiques témoins rapportés par ces historiens juifs. L'accusation de plagiat semble faire long feu mais en novembre 1959, le Mercure de France  met en avant qu'un passage sur la mort du rabbin de York est directement emprunté à une lettre de Madame de Sévigné décrivant l'exécution pour empoisonnement de la Brinvilliers en 1676. L'Humanité du 5 novembre 1959 signale qu'une scène du roman est reprise mot pour mot d'un court passage de La Véritable Histoire de Ah Q, roman chinois de Lu Xun. Mais le journal montre que cet emprunt est transposé et profondément modifié, voire approfondi.
D'autres accusations ont été portées. Selon certaines, le livre aurait été réécrit et n'aurait pas grand-chose à voir avec le manuscrit d'origine soumis par le jeune écrivain.[réf. nécessaire] Arnold Mandel, pourtant auteur d'une critique élogieuse à la sortie du livre, est à l'origine de plusieurs de ces rumeurs, notamment celle consistant à douter de la judéité du livre.[pas clair] A l'inverses, des personnalités juives de premier plan comme le grand rabbin de France Jacob Kaplan, Edmond Fleg, la revue néo-orthodoxe Trait d'Union sous les plumes d'Azriel Merzbach (Charles Merzbach) et de Jean Halpérin, confirment l'authenticité du roman et sa conformité avec la tradition et l'histoire juives. Il n'est pas impossible que les « dénonciateurs juifs » de Schwarz-Bart furent instrumentalisés par les éditions Calmann-Lévy, afin de ravir le Goncourt aux éditions du Seuil. La maison aurait demandé à ses auteurs juifs de publier un article critique sur Le Dernier des Justes. Mais la motivation de ceux-ci n'a peut-être pas seulement été éditoriale. On peut supposer que Poliakov, Sperber, Mandel furent motivés par la crainte de voir Le Dernier des Justes, premier succès romanesque sur la Shoah, imposer une image du judaïsme conforme aux mythes chrétiens du Juif déicide et maudit, sens qu'ils combattaient. 
Le livre a suscité également d'autres débats : sur le rôle de la souffrance dans le destin juif, sur la responsabilité chrétienne dans l'antisémitisme et dans la Shoah, et enfin, sur la place de la résistance armée dans la Shoah. Le père Michel Riquet déclare en 1975 : « Cent fois j'ai cité le roman de Schwarz-Bart comme un point de référence sur l'examen de conscience que le chrétien doit faire vis-à-vis de l'histoire juive. (...) Il exprime d'une manière poignante ce qu'a été le drame juif à travers l'histoire. C'est une interpellation aux chrétiens, et je l'ai trouvé parfaitement juif ». L'opinion des protestants est beaucoup plus nuancée, ne voyant pas, dans le roman, des sources vraiment chrétiennes[réf. nécessaire].
Léon Poliakov s'insurge contre cette vision du roman. Il écrit dans l'édition des Lettres nouvelles du 23 décembre 1959 : « Le dernier des Justes reflète très clairement une certaine conception du "mystère d'Israël", une certaine eschatologie, selon laquelle les Juifs sont voués aux souffrances et aux persécutions pour le salut des Gentils. Or, personnellement, je n'aime pas être persécuté, même pour le bien d'autrui (...) Si Le Dernier des Justes, aux yeux des Gentils, est un témoignage en mon nom, et au nom de tous les Juifs, ce livre, dont il serait facile de tirer ce mythe sommaire : "Les Juifs sont un peuple-Dieu, qu'il faut qu'on tue, eux-mêmes le disent", devient tout simplement un livre dangereux ». D'une certaine manière, Schwarz-Bart est rendu responsable de l'interprétation que certains lecteurs font de son livre, même si dans la suite Poliakov nuance son opinion et reconnait au livre le mérite d'avoir soulevé un débat important.[réf. nécessaire]
Dans la même veine, Arnold Mandel dénonce l'émotion suspecte suscitée à la fois par Anne Frank et par Ernie Lévy car, pour lui, cette émotion identifie le juif à sa seule souffrance et non à son identité. Il suffit qu'un autre souffrant se présente, le Palestinien par exemple, et cette émotion se volatilise au profit de l'autre.[réf. nécessaire] Contrairement au Christ, la souffrance du peuple juif n'est pas voulue, elle est simplement assumée. 
De leur côté, les sionistes et les associations d'anciens combattants critiquent le roman pour l'absence de héros résistant et combattant, aspect pourtant voulu par Schwarz-Bart qui défend la position de non-violence des Juifs de la diaspora. Les communistes considèrent les souffrances des 'Justes' comme une confirmation des thèses marxistes postulant que la religion amoindrit tout esprit de résistance. Schwarz-Bart répond qu'il n'a pas « prétendu écrire le martyrologe du peuple juif ni son épopée ». Reprenant une ancienne déclaration dans l'Arche, il déclare : « [J]e désire
montrer un Juif de la vieille race, désarmé et sans haine, et qui pourtant soit homme, véritablement, selon une tradition aujourd'hui presque éteinte ». À ce titre, il est un précurseur, à une époque où la déportation est synonyme de résistance, de la spécificité  du destin juif pendant la Seconde Guerre mondiale pas encore reconnue et de la diaspora pas encore étudiée. André Schwarz-Bart est particulièrement touché par les attaques dont il est la cible, surtout de celles de venant de sa propre communauté. Il décide alors de partir pour le Sénégal et de fuir les polémiques parisiennes.
Le livre fut l'objet en 1968 d'une polémique pour plagiat au sujet de Le Devoir de violence de Yambo Ouologuem.